# Explosiu plàstic

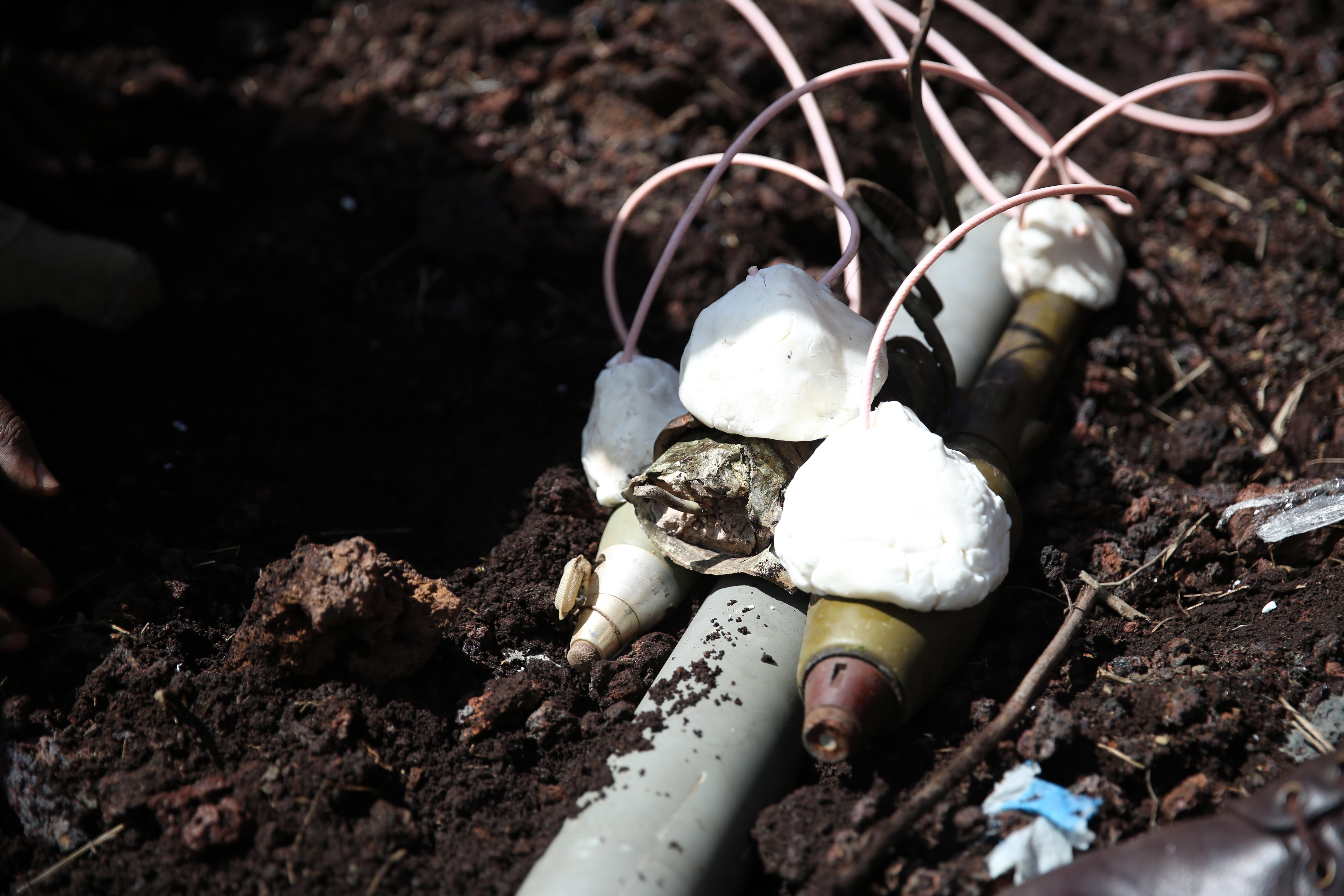
Eliminació de municions amb explosius plàstics; fixeu-vos en la mal·leabilitat de les càrregues explosives de plàstic blanc.

L'explosiu plàstic és una forma sòlida de material explosiu suau i modelable a mà. Dins del camp de l'enginyeria d'explosius, els explosius plàstics també es coneixen com a explosius de massilla o blasts.
Els explosius plàstics són especialment adequats per a la demolició explosiva. Els explosius plàstics comuns inclouen Semtex i C-4. El primer explosiu plàstic fabricat va ser el gelignita l'any 1875, inventat per Alfred Nobel.

## Ús

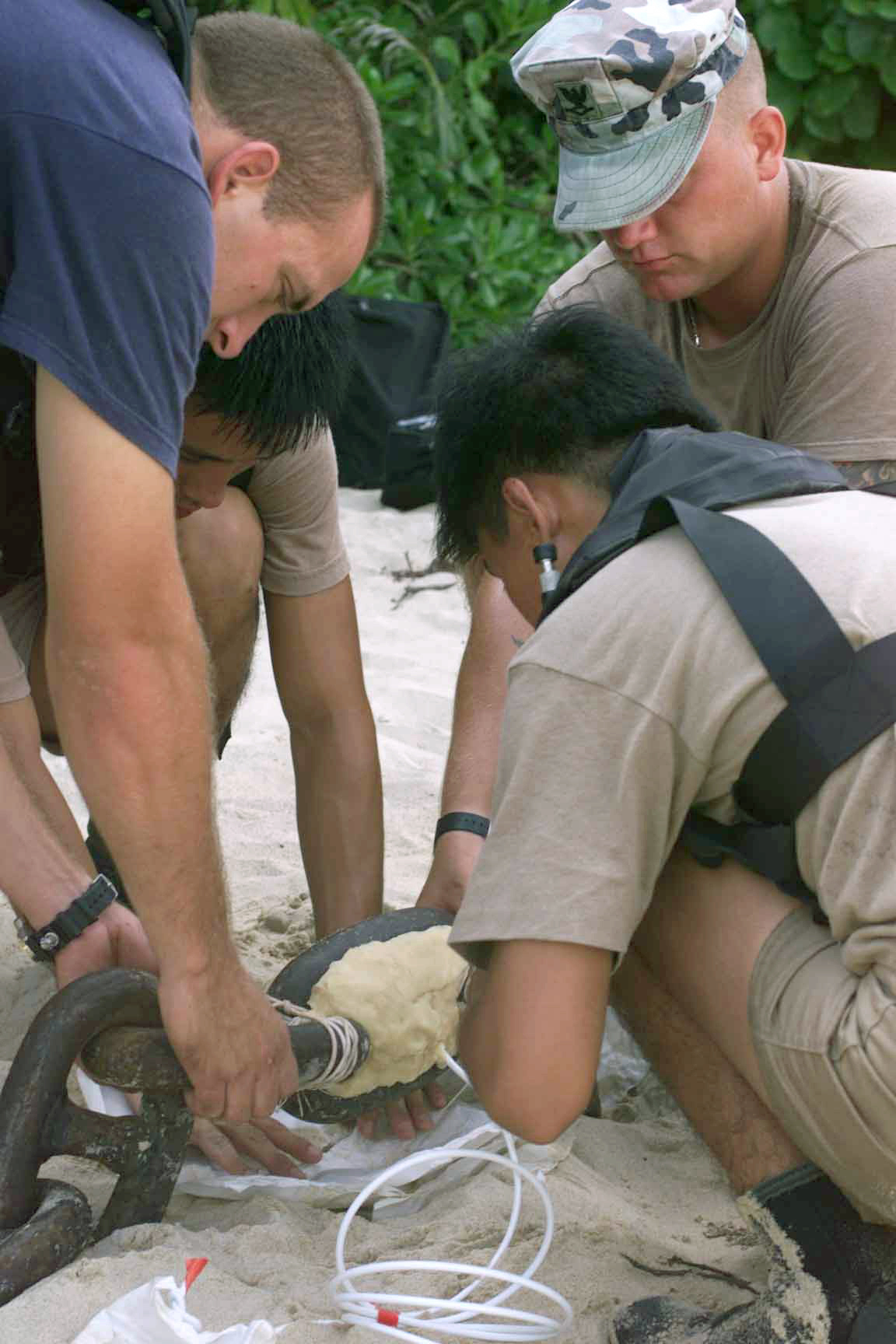
Una càrrega C-4 empaquetada en una cadena d'àncora marina.

Els explosius plàstics són especialment adequats per a la demolició explosiva d'obstacles i fortificacions per part d'enginyers, enginyers de combat i delinqüents, ja que es pot modelar fàcilment per agafar les millors formes per trencar les estructures i tenen una velocitat de detonació i densitat prou alta per a treballs amb metall.
En general, no s'utilitzen per a l'explosió normal, ja que solen ser significativament més cars que altres materials que funcionen igual de bé. Un ús comercial comú dels explosius plàstics és per a l'enduriment de l'acer amb alt percentatge de manganès, un material que s'utilitza normalment per a components de ferrocarril i instruments d'excavació de terra.
Un altre us d’aquest tipus d’explosiu es a l'armadura reactiva dels tancs. Es col·loca l’explosiu plàstic entre dues plaques d'acer. Quan la munició antitanc amb càrrega d'alt explosiu perfora la placa exterior d'acer fa detonar l'explosiu plàstic. Això interromp l'energia cinètica del projectil i protegeix el tanc.